# こち亀ゲームぱ〜く
こち亀ゲームぱ〜く（こちかめげーむぱーく）は、秋本治の漫画『こちら葛飾区亀有公園前派出所』をテーマとしたゲームセンターである。

## 概要
2006年3月3日にアリオ亀有内にオープン。室内には、等身大の両津勘吉・中川圭一・秋本・カトリーヌ・麗子・大原部長をはじめ、海パン刑事や白バイに乗った本田速人の像と実物大の亀有公園前派出所、そして、両津直筆（という設定）の始末書がある。
土日には着ぐるみの両津と中川が登場していたが、新型コロナウイルス感染症 対策として一時中止となっていたが、2024年6月上旬より復活。現在は日曜日に両津が登場し、さらに第3日曜日は両津に加え中川も登場する。
従業員の制服は警察官のものをイメージしたオリジナル。

### こち亀関連書籍とグッズ
単行本全巻をはじめとした各種関連書籍やグッズがガラスケースに展示されている。この内派出所内には、セル画やサイン色紙等が展示されている。また、作中に登場するカメアリ書店と小川駄菓子店には、前述の単行本全巻等関連書籍が展示されている。

### 壁の展示品
御堂春の制服や、擬宝珠檸檬の幼稚園の制服などが飾られている。その隣の名刺は、作者の秋本治による書き下ろし。
作中に登場する勝鬨橋、お化け煙突の絵も飾られており、これらはレンチキュラー印刷により見る角度によって橋の開閉や煙突の見え方の変化を楽しめる。
他にも派出所の壁には、檸檬が書いた両津の絵や、「両津の今月の事故」として麗子のビンタと部長の雷をカウントした掲示板などが飾られている。

## 利用可能なゲーム
- 両さんのボーナス争奪戦 - モグラ叩きゲーム。単行本第43巻「ボーナス争奪戦!の巻」等などの商店街の面々がたまったツケを回収しようと両津のボーナスを狙うという設定で、顔を出す両津を叩く度に「回収額」が加算される。両津の声はラサール石井による新録。
- クレーンゲーム - こち亀ゲームぱ～く限定のオリジナル景品が人気。
- ミニパトカーを模したお菓子取りゲーム。
- フェラーリ512BB、ポルシェカレラGT等のライド系遊戯台。